# Mål (juridik)
Ett mål är en rättegångssak och avgörs i en domstol, på grund av ett åtal eller en tvist. Hur processen ska gå till beskrivs i rättegångsbalken och förvaltningsprocesslagen.
Domstolar tar upp tvistemål och brottmål. I ett tvistemål är två parter oense om något, men tvistemålen kan i sin tur vara antingen mål om fastställelse eller fullgörelse. Fastställelse handlar om att fastställa hur det ligger till i en fråga, till exempel vem som är ägare till något. Fullgörelsemål handlar om att den som har lämnat in stämningsansökan (kärande) också vill att den som blir stämd (svarande) ska göra något, till exempel betala. Brottmål går istället ut på att avgöra om den som är misstänkt för ett brott är skyldig och vad i så fall straffet ska bli.